# Sở thú Singapore
Sở thú Singapore (tiếng Trung: 新加坡动物园; Hán-Việt: Tân Gia Ba động vật viên; bính âm: Xīnjiāpō Dòngwùyuán; tiếng Mã Lai: Taman Haiwan Singapura; tiếng Tamil: சிங்கப்பூர் விலங்குக் காட்சிச்சாலை), địa phương thường gọi là Sở thú Mandai với diện tích 28 hécta (69 mẫu Anh) và được khai trương vào ngày 27 tháng 6 năm 1973. Sở thú có khoảng 315 loài động vật, trong đó khoảng 16% loài bị đe dọa và nơi đây thu hút khoảng 1,6 triệu du khách mỗi năm.